# Centesimus annus

L'encyclique Centesimus annus (1991) a été publiée pour le centenaire de l'encyclique Rerum novarum (1891), par le pape Jean-Paul II.

## Idées générales
L'Encyclique Centesimus annus rappelle la doctrine sociale de l'Église. 
Elle est une critique du néolibéralisme et de la conception du capital et du profit qui ne tient compte ni de l'Homme ni des ressources de la terre. Jean-Paul II refuse « la primauté des choses matérielles sur l'Homme » et de fait, insiste sur la nécessité d'une éthique dans l'économie. 
La doctrine sociale de l'Église reconnaît l'aspect positif du marché et de l'entreprise privée à condition que celle-ci s'oriente vers le bien commun.

## Plan de l'encyclique

### Chapitre I: Traits caractéristiques de "Rerum Novarum"
- 1&2 : Jean-Paul II se place dans le prolongement de l'encyclique Rerum novarum de Léon XIII, qui a fondé la doctrine sociale de l'Église.
- 3 : C'est une relecture de l'histoire de la société occidentale qui est proposée à la lumière de l'encyclique de Léon XIII et un appel à la créativité pour faire face à un futur « lourd d'inconnu, mais aussi de promesses ». Cet acte a pour but de soutenir les valeurs véhiculées par l'enseignement de Léon XIII. Il s'inscrit dans un « mouvement de défense de la personne humaine » au regard de la Tradition de l'Église. La thèse est illustrée par une « analyse de certains évènements de l'histoire ».

### Chapitre IV: La propriété privée et la destination universelle des biens
Ce chapitre développe les idées suivantes :
- 30 : rappel du droit à la propriété privée et de la destination commune des biens,
- 31 : rôle du travail humain,
- 32 : propriété de la connaissance, de la technique et du savoir, à l'époque actuelle,
- 33 : difficulté pour beaucoup d'hommes à acquérir les connaissances de base qui permettent d'exprimer leur créativité et de développer leurs capacités, et à entrer dans le réseau de connaissances et d'intercommunications qui leur permettraient de voir, apprécier et utiliser leurs qualités.
- 34 : suprématie du marché libre,
- 35 : société du travail libre, de l'entreprise et de la participation, entreprise comme communauté de personnes,
- 36 : répondre à une demande de qualité, plutôt que de quantité,
- 37 : question de l'écologie,
- 38 : destruction du milieu humain,
- 39 : famille fondée sur le mariage,
- 40 : l'État a le devoir d'assurer la défense et la protection des biens collectifs que sont le milieu naturel et le milieu humain
- 41 : aliénation, inversion entre les moyens et les fins,
- 42 : risques d'un capitalisme radical,
- 43 : doctrine sociale de l'Église comme orientation intellectuelle indispensable, développement intégral de la personne humaine, vaste mouvement associatif des travailleurs.

## Centesimus Annus Pro Pontifice (CAPP)
(juillet 2011).
La Fondation Pontificale “Centesimus Annus Pro Pontifice” (CAPP) avec Chirographe daté du 5 juin 1983 est établie  le 1er mai 1991. Elle a bénéficié du soutien d'un groupe de personnalités catholiques, composé notamment de chefs entreprise et de professionnels qualifiés, dirigé dans un premier temps par le cardinal Rosalío José Castillo Lara, puis, dès 2006 par le Cardinal Attilio Nicora.
L'objectif de la Fondation Pontificale “Centesimus Annus Pro Pontifice” est de mieux faire connaître la doctrine sociale catholique, en particulier l'encyclique "Centesimus Annus". Elle collabore avec d'autres associations religieuses. La CAPP encourage les initiatives de développement de la présence et de l'action de l'Église catholique dans les différents secteurs de la société. La Fondation encourage par ailleurs les dons d'argent en vue de soutenir les activités du Siège Apostolique. Elle décerne également des prix.
Le mercredi 15 février 2017, la Fondation Pontificale a attribué son troisième prix international « Economie et société » à Markus Vogt, professeur allemand d'éthique sociale à l'Université Catholique de Munich pour son livre sur le principe de durabilité " Ein Entwurf aus theologisch-ethischer Perspektive".